# Yamel
Yamel (Yam Hill), pleme Indijanaca porodice Kalapooian nekada nastanjeno duž Yamhill Creeka, pritoke rijeke Willamette, a danas na Rezervatu Siletz u Oregonu, gdje je 1910. preostalo svega 5 članova. Prema Gatschetu (1877.) ovo pleme sastojalo se od 6 skupina: 
Andshankualth, na zapadnom pritoku Willamette.
Andshimmampak, Yamhill River.
Chamifu, Yamhill River.
Chamiwi, Yamhill River.
Champikle,  Dallas (La Creole) Creek.
Chinchal, na Dallas Creeku.